# Mémorial Gianni Biz
Le Mémorial Gianni Biz est une course cycliste italienne disputée au mois de juin autour de Brugnera, dans le Frioul-Vénétie Julienne. 
Durant son existence, cette épreuve fait partie du calendrier régional de la Fédération cycliste italienne, en catégorie 1.19. Elle est ouverte aux coureurs espoirs (moins de 23 ans) ainsi qu'aux élites sans contrat.

## Palmarès
| Année | Vainqueur           | Deuxième          | Troisième         |
| ----- | ------------------- | ----------------- | ----------------- |
| 2014  | Nicola Toffali      | Matteo Marcolini  | Davide Pacchiardo |
| 2015  | Roberto Giacobazzi  | Seid Lizde        | Gianluca Milani   |
| 2016  | Simone Consonni     | Michael Bresciani | Nikolai Shumov    |
| 2017  | Nicolae Tanovitchii | Nikolai Shumov    | Gianluca Milani   |
| 2018  | Gianmarco Begnoni   | Alessio Brugna    | Enrico Zanoncello |
| 2019  | Attilio Viviani     | Nicolás Gómez     | Victor Bykanov    |